# Les Épaves de Tycho

Les Épaves de Tycho (titre original : The Trouble with Tycho) est un recueil, composé en 1961, de trois nouvelles de science-fiction écrites par Clifford D. Simak (États-Unis).

## Résumés
- Les Épaves de Tycho (The Trouble with Tycho) : La Lune possède, elle aussi, une vie végétale. Des plantes sauvages qui y poussent guérissent la folie sur Terre, mais qui s'aventure dans ces endroits sauvages et reculés risque d'y perdre la vie. Pourtant, trois explorateurs tenteront le coup à leurs risques et périls.

- Bouillon de culture (Leg. Forst.) : Si le désordre est le propre de l'homme, existe-t-il des êtres pour qui l'ordre est naturel ? Un collectionneur de timbres, sans scrupule et très désordonné, découvrira de tels êtres et partagera sa découverte pour en tirer profit. Cependant, ces êtres ne sont pas arrivés par hasard.

- La Littérature des sphères (So Bright the Vision) : Dans le futur, les écrivains utilisent une machine pour rédiger leurs ouvrages. Un écrivain à court d'argent et dans l'incapacité de continuer à écrire se lancera dans une expédition dans les étoiles après avoir découvert qu'un de ses collègues ne jouait pas le jeu.